# HR Open Standards
HR Open Standards gibt es als XML- und JSON-Syntax zur Beschreibung und Austausch von Daten aus dem Personalwesen. Mit HR Open Standards sollen unter anderem Stellenausschreibung, Stellenbeschreibungen und Lebensläufe schriftlich ausgezeichnet werden.
HR Open Standards soll Arbeitgebern und Vermittlern das Risiko und die Kosten für Ad-hoc-Verhandlungen über Datenaustauschmechanismen ersparen.
Mit der Entwicklung und Veröffentlichung von Datenaustauschstandards, basierend auf Extensible Markup Language („XML“), liefert das Consortium jedem Unternehmen die Mittel, sich mit anderen Unternehmen auszutauschen, ohne mehrere verschiedene Austauschmechanismen etablieren, konstruieren und implementieren zu müssen.

## HR Open Standards Konsortium
Das HR Open Standards Konsortium ist eine unabhängige, gemeinnützige Vereinigung, die den unternehmensweiten Datenaustausch im Personalwesen weltweit standardisieren möchte. 
Die Arbeit der Vereinigung konzentriert sich auf die Entwicklung und die Förderung des standardisierten XML-Vokabulars im Personalwesenbereich. 
Derzeit werden vom Konsortium Standards für die Personalbeschaffung entwickelt. 
Das HR Open Standards Konsortium wird repräsentiert durch seine Mitglieder in 22 Ländern.

### Über HR-XML Europe
HR-XML Consortium Europe wurde am 12. Juli 2004 als europäischer Zweig des internationalen HR-XML-Consortiums gegründet.
HR-XML Europe hat es sich zum Ziel gesetzt, sicherzustellen, dass örtlichen Anforderungen und diesbezüglichen Fachkenntnissen zum Durchbruch verholfen wird, um HR-XML-Standards so weit wie möglich zu stärken. 
Es ist das Ziel, im europäischen Raum, der durch seine Vielfalt an Kulturen, Rechtssystemen und Geschäftspraktiken gekennzeichnet ist, Datenaustauschstandards zu entwickeln und zu fördern, die erfolgreich lokale, nationale und internationale Anforderungen erfüllen.
Darüber hinaus koordiniert HR-XML Europe die wachsende Zahl länderspezifischer Initiativen für HR-Daten Standards in Europa.
Dem Vorstand gehören neben dem Präsidenten Bernard Ypersiel derzeit folgende Organisationen an: 
- AMS
- CWI
- Le Forem
- milch & zucker
- Randstad Holding
- StepStone
- Synergetics NV
- TheSkillsMarket Ltd.
- USG People
- Vedior NV
- Allshare

## HR Open Standards

### SEP 2.0
Das Staffing Exchange Protocol (SEP) ist eine Familie von XML-Spezifikationen, das zur Unterstützung von Datentransaktionen in der Personalbeschaffung dient. Dazu gehört der Datentransfer von Stellenausschreibungen zwischen dem HR-Informationssystem (HRIS) und Online-Stellenbörsen. Des Weiteren dient es dem Datentransfer von Bewerberdaten zwischen unterschiedlichen HRIS.
Die aktuelle Version des SEP wurde unter Mitwirkung einer Vielzahl internationaler Vertreter verschiedener Interessengruppen entwickelt. Dazu gehörten Unternehmen, staatliche Arbeitsvermittler, Recruiting-Unternehmen, Job- und Karriere-Portale, Applicant-Tracking-System-Anbieter, Assessment-Provider und HRIS-Anbieter.

### SIDES
Der Staffing Industry Data Exchange Standard (SIDES) wurde entwickelt, um den Datenaustausch zwischen HR-Informationssystemen und Zeitarbeitsfirmen zu automatisieren.
Der SIDE-Standard bietet Softwareanbietern eine standardisierte Schnittstelle um Zeitarbeitsfirmen, Drittanbietern und Firmenkunden miteinander zu verbinden.
Das zugrunde liegende Prinzip beruht darauf, den Datenaustausch mit vielen Anbietern oder Kunden durch die mehrfach verwendbare SIDES-Schnittstelle zu automatisieren.

## Anwendungen
- hr-xsl ist eine Software auf SourceForge, welche HR-XML Bewerbungen mittels XSL-FO in HTML, PDF oder Text umwandelt.
- OpenSkills betreibt ein offenes Portal für Lebensläufe auf HR-XML Basis.